# Jan Beleniouk
Jan Beleniouk (en ukrainien : Жан Венсанович Беленюк, Jan Vensanovytch Beleniouk ; en français : Jean Beleniouk), né le 24 janvier 1991 à Kiev, est un lutteur ukrainien, spécialisé dans la lutte gréco-romaine. Il est aussi homme politique.

## Biographie

### Jeunesse et débuts
Il naît à Kiev d'une mère ukrainienne et d’un père rwandais, Vincent Ndagijimana, pilote de l'armée rwandaise qui meurt accidentellement dans son pays alors que Jan Beleniouk est encore enfant.
Jan Beleniouk est diplômé d'un master de psychologie de l'université des Sports (en) de Kiev, et diplômé en management de l'Académie interrégionale de gestion personnelle. Il travaille comme instructeur au club CSKA Kiev et est lieutenant de l'Armée ukrainienne et affirme qu'il ambitionne de devenir général. 

### Carrière sportive
Il est médaillé d'argent aux Jeux olympiques d'été de 2016 en moins de 85 kilos. Il est aussi sacré champion d'Europe en 2014 et 2016 et champion du monde de lutte gréco-romaine en 2015 dans la catégorie des moins de 85 kg.
Il est élu député aux élections législatives ukrainiennes de 2019 sous l'étiquette du parti présidentiel Serviteur du peuple.
En 2021, il remporte la médaille d'or aux Jeux olympiques d'été de 2020 à Tokyo dans la catégorie des moins de 87 kg. Lors des Jeux olympiques de 2024 à Paris, il prend la troisième place et remporte la médaille de bronze, dans la même catégorie,.

## Palmarès

### Jeux olympiques
- Médaille d'or en lutte gréco-romaine dans la catégorie des moins de 87 kg en 2021 à Tokyo
- Médaille d'argent en lutte gréco-romaine dans la catégorie des moins de 85 kg en 2016 à Rio de Janeiro
- Médaille de bronze en lutté gréco-romaine dans la catégorie des moins de 87 kg en 2024 à Paris

### Championnats du monde
- Médaille d'or en lutte gréco-romaine dans la catégorie des moins de 87 kg en 2019 à Noursoultan
- Médaille d'or en lutte gréco-romaine dans la catégorie des moins de 85 kg en 2015 à Las Vegas
- Médaille d'argent en lutte gréco-romaine dans la catégorie des moins de 87 kg en 2018 à Budapest
- Médaille de bronze en lutte gréco-romaine dans la catégorie des moins de 85 kg en 2014 à Tachkent

### Championnats d'Europe
- Médaille d'or en lutte gréco-romaine dans la catégorie des moins de 87 kg en 2019 à Bucarest
- Médaille d'or en lutte gréco-romaine dans la catégorie des moins de 85 kg en 2016 à Riga
- Médaille d'or en lutte gréco-romaine dans la catégorie des moins de 85 kg en 2014 à Vantaa
- Médaille de bronze en lutte gréco-romaine dans la catégorie des moins de 84 kg en 2012 à Belgrade
- Médaille de bronze en lutte gréco-romaine dans la catégorie des moins de 87 kg en 2021 à Varsovie

### Jeux européens
- Médaille d'or en lutte gréco-romaine dans la catégorie des moins de 87 kg en 2019 à Minsk
- Médaille d'argent en lutte gréco-romaine dans la catégorie des moins de 85 kg en 2015 à Bakou

### Universiade
- Médaille de bronze en lutte gréco-romaine dans la catégorie des moins de 84 kg en 2013 à Kazan